# Śmicz
Śmicz [pronunciación en polaco: /ɕmʲit͡ʂ/] (en alemán: Schmitsch, 1936-45: Lößtal, silesiano: Śmiycz) es un pueblo ubicado en el distrito administrativo de Gmina Biała, dentro del Condado de Prudnik, Voivodato de Opole, en el sur de Polonia occidental. Se encuentra aproximadamente a 5 kilómetros al noroeste de Biała Prudnicka, a 11 kilómetros al norte de Prudnik, y a 36 kilómetros al suroeste de la capital regional Opole.
Antes de 1945, el área fue parte de Alemania.
El pueblo tiene una población de 512 habitantes.